# Herminia aneliopis
Herminia aneliopis là một loài bướm đêm trong họ Noctuidae.